# Xã Madison, Quận Lee, Iowa
Xã Madison (tiếng Anh: Madison Township) là một xã thuộc quận Lee, tiểu bang Iowa, Hoa Kỳ. Năm 2010, dân số của xã này là 10.843 người.